# پرپاتنگ
 پَرپاتنگ  نام روستایی کوچک وکوهستانی است از توابع  بخش مهران شهرستان بندرلنگه در شهرستان بندرلنگه   در استان هرمزگان واقع در جنوب ایران. 
این روستا زیر پرپاتنگ  (تپه پاتنگ )واقع شده‌است.

## محدوده پرپاتنگ
از شمال کوه لاور، از جنوب درواه و روستای کنارزرد، از مغرب کوه، و از سمت مشرق به روستای کم‌رضوان محدود می‌گردد.

## جمعیت
جمعیت  این روستا ۴۵ نفر  (۴ خانوار) می‌باشد که از اهل سنت و از شاخه شافعی هستند یعنی از پیروان امام محمد ادریس شافعی هستند. 
. شغل مردم این روستا دامداری ودام پروری است.
دارای یک باب مدرسه، یک باب آب‌انبار (برکه) و یک مسجد می‌باشد. 
سد  کوچکی در شمال روستا وجود دارد که در حدود ۲ تا ۴ ماه آب باران حفظ می‌کند.
این روستا در سابق از توابع بخش بستک بوده‌است، اما حالا مدت چند سال است که از بستک جدا شده و به بخش خمیر پیوند داده‌اند.
این روستا در فاصله ۶۰ کیلومتری از سمت مشرق 
دهستان کوخرد واقع شده‌است.

## گیاهان دارویی
در کوه‌های اطراف این روستا  گیاهان داروئی متعددی وجود دارد، مردم روستا این گیاهای داروئی را جمع می‌کنند و می‌فروشند و از این راه گذران زندگی می‌کنند.